# 8866 Tanegashima
8866 Tanegashima eller 1992 BR är en asteroid i huvudbältet som upptäcktes den 26 januari 1992 av de båda japanska astronomerna Masaru Mukai och Masanori Takeishi vid YCPM Kagoshima Station. Den är uppkallad efter den japanska ön Tanegashima.
Asteroiden har en diameter på ungefär 22 kilometer.